# De Queen
De Queen är en stad (city) i Sevier County, i delstaten Arkansas, USA. Enligt United States Census Bureau har staden en folkmängd på 6 683 invånare (2011) och en landarea på 15,4 km². De Queen är huvudort i Sevier County.

## Kända personer från De Queen
- Wes Watkins, politiker